# Rinorea pectino-squamata
Rinorea pectino-squamata är en violväxtart som beskrevs av W.H.A. Hekking. Rinorea pectino-squamata ingår i släktet Rinorea och familjen violväxter. Inga underarter finns listade i Catalogue of Life.